# Aeneas Coffey
Aeneas Coffey (né en 1780 à Calais en France et mort en 1852 en Irlande) est un inspecteur des douanes et inventeur irlandais.

## Biographie
Après avoir passé les premières années de sa vie en France où il est né, il rentre en Irlande (ses deux parents sont Irlandais) et s’installe avec sa famille à Dublin. Il étudie à Trinity College.
Il entre au service des Douanes en 1799-1800. Il épouse Susanna Logie en 1808 et a un fils appelé lui aussi Aeneas.
D’après les archives des douanes britanniques, il est nommé sous commissaire au service de la Régie des Douanes et des Taxes intérieures pour le district de Drogheda en 1813. Il a vraisemblablement été promu inspecteur général des douanes un peu plus tard. En 1824, il démissionne de son poste.
Après avoir quitté les douanes, il entre dans l’industrie de la distillation de whiskey, qu’il était chargé de contrôler auparavant. Il a d’ailleurs dirigé pendant un courte période la Dock Distillery située sur le Grand Canal à Dublin

## L’inventeur
Il invente en 1830 le Coffey still (appelé aussi patent still), l'alambic à colonne, un nouveau type d'alambic, permettant la distillation en continu d'alcool de grain et à un prix moins élevé que la distillation habituelle. Contrairement au traditionnel alambic charentais (pot still), il n'était pas destiné à la distillation d'orge maltée. Cette invention n’est que partielle. Coffey a en fait perfectionné un procédé de distillation imaginé en 1826 par Robert Stein, distillateur écossais de la région des Lowlands.
Ce qui est paradoxal, c’est que cette invention, délaissée par ses compatriotes, a permis l’essor du scotch whisky et ainsi a entraîné à terme sa domination sur le monde au détriment des whiskeys irlandais.

## Sources
- (en) Irish Whiskey - A 1000 Year Tradition  (ISBN 978-0-86278-228-3)
- (en) Brian Townsend, The Lost distilleries of Ireland, Glasgow, Neil Wilson's Publishing Ltd, 1999, 154 p. (ISBN 1-897784-87-2, OCLC 43582637), p. 20-26.